# 羅惟政
羅惟政（1375年—？），字景辰，廣東潮州府程鄉縣韓莆都人，明朝政治人物，進士出身。

## 生平
廣東鄉試第十名舉人，永樂十年（1412年）中式壬辰科會試第八十九名，三甲第七名進士。任刑部主事。曾祖羅遷伯；祖父羅文昇；父羅應明。